# Puits (Côte-d’Or)
Puits ist eine französische Gemeinde mit 136 Einwohnern (Stand 1. Januar 2022) im Département Côte-d’Or in der Region Bourgogne-Franche-Comté. Sie gehört zum Kanton Châtillon-sur-Seine und zum Arrondissement Montbard.
Nachbargemeinden sind Savoisy im Nordwesten, Nesle-et-Massoult im Norden, Coulmier-le-Sec im Osten, Villaines-en-Duesmois im Süden und Étais im Südwesten.

## Siehe auch

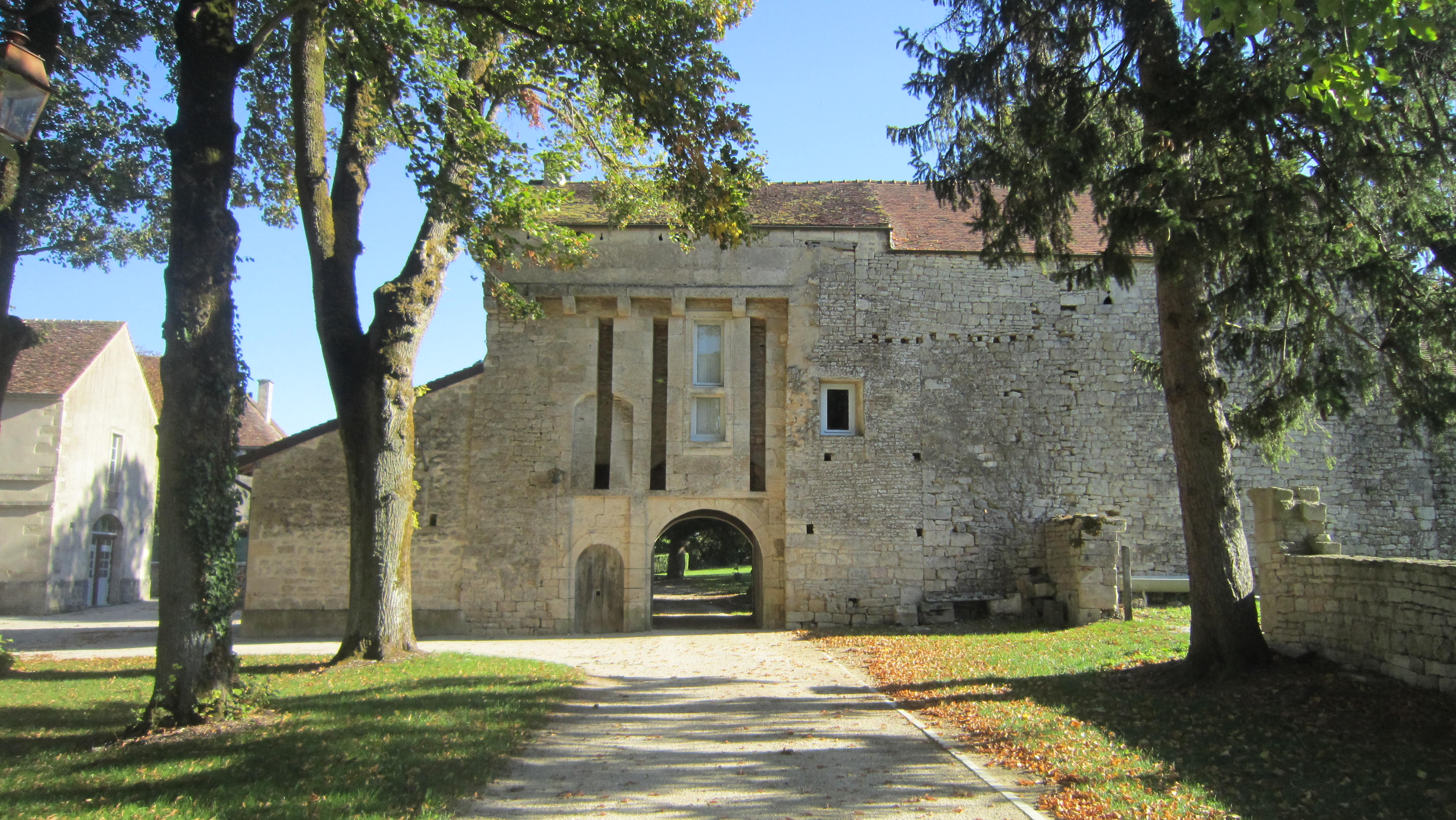
Schloss Puits, Monument historique seit 1941

## Bevölkerungsentwicklung
| Jahr                       | 1962 | 1968 | 1975 | 1982 | 1990 | 1999 | 2008 | 2015 |
| -------------------------- | ---- | ---- | ---- | ---- | ---- | ---- | ---- | ---- |
| Einwohner                  | 195  | 178  | 168  | 141  | 138  | 136  | 140  | 125  |
| Quellen: Cassini und INSEE |      |      |      |      |      |      |      |      |